# Helicteres gardneriana
Helicteres gardneriana är en malvaväxtart som beskrevs av St.-hil. och Naud.. Helicteres gardneriana ingår i släktet Helicteres och familjen malvaväxter. Inga underarter finns listade i Catalogue of Life.